# Black Isle Studios
Black Isle Studios este o divizie a dezvoltatorului și editurii Interplay Entertainment care dezvoltă jocuri video de rol. A publicat mai multe jocuri produse și de alți dezvoltatori.
Black Isle are sediul în Irvine, Comitatul Orange, California. Divizia a fost înființată în 1996, dar a adoptat numele „Black Isle Studios” în 1998. Ideea numelui diviziei a venit de la Insula Neagră (Black Isle⁠(d)) o peninsulă din Scoția - țara ancestrală a fondatorului Feargus Urquhart⁠(d). Black Isle Studios este cel mai renumit pentru faptul că a lucrat la primele două jocuri din seria Fallout, precum și la jocul apreciat de critici, Planescape: Torment. A avut succes cu seria de jocuri video de rol Icewind Dale și Baldur's Gate, deși au publicat doar seria Baldur's Gate. În 1999, RPG Vault de la IGN i-a acordat premiul pentru cel mai bun dezvoltator al anului. Compania a fost închisă la sfârșitul anului 2003, când Interplay a intrat într-o perioadă dificilă financiară, dar nu a dat faliment niciodată.
Interplay a readus numele Black Isle în august 2012 cu intenția de a produce noi jocuri de rol sub această marcă. Black Isle Studios a relansat jocul din 2001, Baldur's Gate: Dark Alliance, remastered, în mai 2021.

## Istorie
Creat în 1996 de Feargus Urquhart⁠(d), studioul a fost numit Black Isle după patria lui Urquhart. Studioul, deși a fost creditat pentru crearea primului joc al seriei Fallout, nu a fost, de fapt, responsabil pentru joc. Mai degrabă, o parte importantă a studioului a venit de la echipa care a făcut Fallout . La dezvoltarea Fallout 2⁠(d), primul joc oficial al studioului, mai mulți angajați au părăsit Interplay pentru a forma Troika Games după ce „nu au putut ajunge la un acord cu Interplay cu privire la modul în care următoarea [lor] echipă ar trebui să fie structurată”. Echipa care a rămas a lansa în continuare jocuri apreciate de critici precum Fallout 2, Planescape: Torment și Icewind Dale. De asemenea, studioul a lansat Baldur's Gate și Baldur's Gate II: Shadows of Amn, aclamate de critici, dezvoltate de BioWare.
În anii care au dus la închiderea companiei, dificultățile financiare ale Interplay s-au înrăutățit, iar echipa a anulat jocuri anticipate precum Black Isle's Torn⁠(d) și Stonekeep 2: Godmaker⁠(d), lansând doar Icewind Dale II⁠(d), a publicat Lionheart: Legacy of the Crusader⁠(d) și a dezvoltat Baldur's Gate: Dark Alliance II. La 8 decembrie 2003, în mijlocul unor grave dificultăți financiare, Interplay a concediat întregul personal de la Black Isle Studios, ceea ce a dus, de asemenea, la anularea jocurilor Baldur's Gate III: The Black Hound, Baldur's Gate: Dark Alliance III și Fallout 3⁠(d) original.
În 2012, Interplay a încercat de câțiva ani să pună în funcțiune Project V13⁠(d) . Conceput inițial ca un joc online cu multiplayer masiv, plasat în lumea Fallout, proiectul a devenit un eșec semnificativ atunci când Interplay a pierdut toate drepturile de utilizare a mărcii Fallout. Ca parte a eforturilor lor de a reporni proiectul din nou, Interplay a reînviat Black Isle Studios cu doi dintre membrii echipei sale originale și a început o campanie de crowdfunding pentru a finanța un prototip în 2012. Campania nu a strâns suficiente fonduri pentru a dezvolta un prototip jucabil, iar comunicările de la Interplay și Black Isle despre proiect au încetat complet la începutul lui 2014.

## Jocuri

### Dezvoltate
- Fallout (1997)
- Fallout 2⁠(d) (1998)
- Planescape: Torment (1999)
- Icewind Dale (2000)
- Icewind Dale: Heart of Winter⁠(d) (2001)
- Icewind Dale: Heart of Winter - Trials of the Luremaster⁠(d) (2001)
- Icewind Dale II⁠(d) (2002)
- Baldur's Gate: Dark Alliance II⁠(d) (2004)

### Publicate
- Baldur's Gate⁠(d) (1998)
- Baldur's Gate: Tales of the Sword Coast⁠(d) (1999)
- Baldur's Gate II: Shadows of Amn⁠(d) (2000)
- Baldur's Gate: Dark Alliance⁠(d) (2001)
- Baldur's Gate: Dark Alliance II⁠(d) (2004)
- Baldur's Gate II: Throne of Bhaal⁠(d) (2001)
- Lionheart: Legacy of the Crusader⁠(d) (2003)

### Compilări
Au fost lansate și două compilații care poartă numele lor:
- Black Isle Compilation (2002)
- Black Isle Compilation Part Two (2004)

### Anulate
Printre proiectele anulate se numără:
- Stonekeep 2: Godmaker⁠(d) (2001)
- Torn⁠(d) (2001)
- Van Buren⁠(d) (2003)
- Baldur's Gate III: The Black Hound⁠(d) (2003)
- Baldur's Gate: Dark Alliance III⁠(d) (2004)
- Project V13⁠(d) (2012)